# Phyllophorus dubius
Phyllophorus dubius is een zeekomkommer uit de familie Phyllophoridae.
De wetenschappelijke naam van de soort werd in 1899 gepubliceerd door F.P. Bedford.